# Jan Nepomucen Chrzan
Blahoslavený Jan Nepomucen Chrzan (25. května 1885, Gostyczyna – 1. července 1942, koncentrační tábor Dachau) byl polský římskokatolický duchovní, oběť nacistického režimu. Katolická církev jej uctívá jako blahoslaveného mučedníka.

## Život
Pocházel z početné rodiny - měl šest sourozenců. V roce 1906 maturoval na Královském gymnáziu v Ostrowě. Teologii studoval postupně v kněžských seminářích v Poznani a Hnězdně. Na kněze byl vysvěcen 30. ledna 1910. V letech 1915-1917 byl kaplanem v Kcyni, následně v Bieganowě. Poté v Źerkowě, kde byl již farářem a rovněž předsedou dozorčí rady lidové banky.

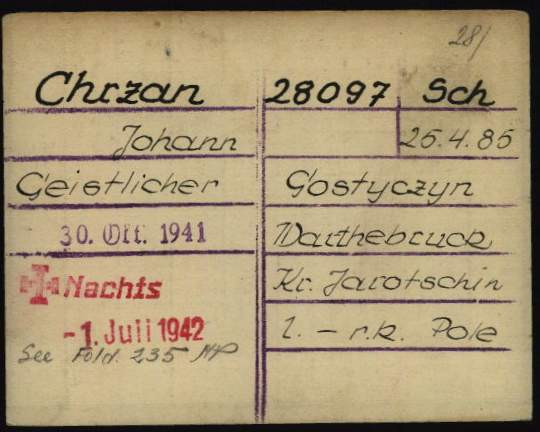
Registrační karta Jana Nepomucena Chrzana jako vězně v koncentračním táboře Dachau

V říjnu roku 1941 byl zatčen a uvězněn v poznaňském vyhlazovacím táboře Fort VII., odkud byl převezen do koncentračního tábora v Dachau, kde byl zaevidován pod číslem 28097. Zemřel vyčerpáním 1. července 1942 a jeho tělo bylo spáleno v táborovém krematoriu.

## Beatifikace
Beatifikován byl papežem sv. Janem Pavlem II. 13. července 1999 ve skupině 108 polských mučedníků.